# Louisa Nécib
Louisa Nécib Cadamuro, ogift Nécib, född 23 januari 1987 i Marseille, är en fransk fotbollsspelare. Hon spelade framförallt i Olympique Lyonnais och i Frankrikes damlandslag i fotboll, i klubblaget med tröjnummer 10, i landslaget med nummer 14. Hon avslutade karriären efter Olympiska sommarspelen 2016.
Louisa Nécib spelade som junior i Marseille och i lagen Union Sportive Marseille och Celtic de Marseille. Det var också i Celtic de Marseille hon debuterade som senior innan hon började i fotbollsskolan Clairefontaine. Efter två år började hon spela med Montpellier HSC där hon deltog i en säsong innan hon skrev på för Lyon 2007. Säsongen 2008–2009 utsågs hon till Frankrikes bästa kvinnliga spelare, och i samband med VM 2011 blev hon utsedd till en av spelarna i världslaget. Hennes tekniska spel, tröjnumret 10, hennes algeriska bakgrund och uppväxt i Marseille har gjort att hon jämförts med Zinedine Zidane, som hon delar talangerna med, och hon har av media kallats "la Zidanette", ungefär Zidaninnan, och även "Titou" som anspelar på Zidanes smeknamn Zizou.
I juni 2016, gifte hon sig med fotbollsspelaren Liassine Cadamuro och lade hans efternamn till sitt eget.

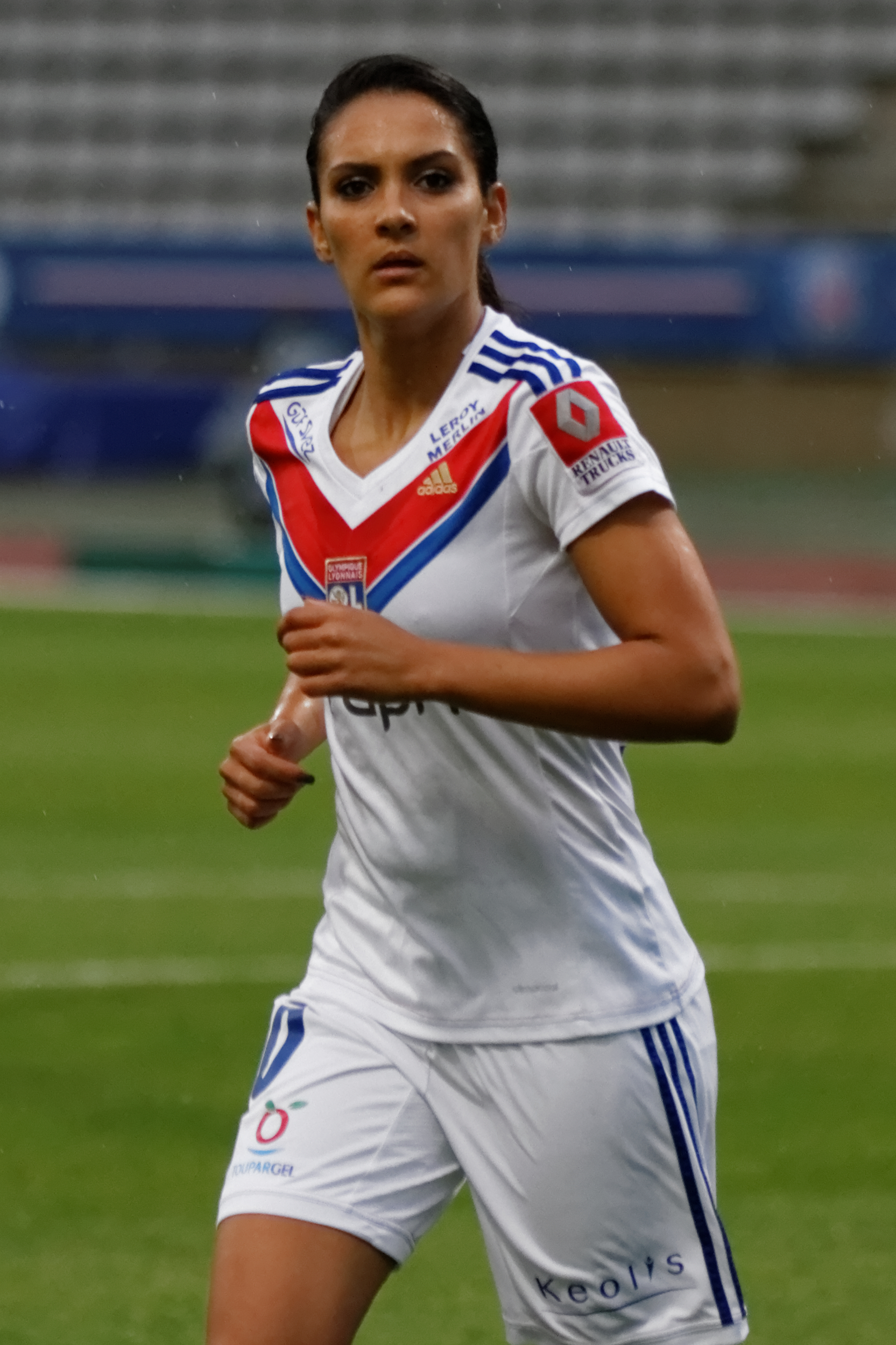
Louisa Nécib 2013.